# War Refugee Board
War Refugee Board, Krigsflyktingbyrån, var en amerikansk myndighet, som var verksam under andra världskrigets slut 1944-45 för att rädda europeiska judar undan Förintelsen.

## Tillkomst
Initiativet till ett statligt räddningsorgan kom från USA:s finansministerium. En grupp tjänsteman på ministeriet upprättade den 13 januari 1944 en rapport till finansminister Henry Morgenthau om hur utrikesministeriet systematiskt motarbetade immigration av judar på flykt undan Förintelsen. Henry Morgenthau presenterade denna för president Franklin D. Roosevelt den 16 januari och övertalade honom att inrätta ett flyktingråd med argumentet att det förelåg en politisk risk om rapporten kom till kongressens kännedom. Inom några dagar, den 22 januari, utfärdade presidenten en så kallad Executive Order om inrättandet av War Refugee Board

## Verksamhet
Själva rådet bestod av en biträdande utrikesminister, finansministern och krigsministern. Myndigheten hade omkring 30 anställda under myndighetschefen John W. Pehle, senare efterträdd av generalen William O’Dwyer. Myndigheten var organisatoriskt direkt underställd presidenten och upplöstes efter krigsslutet.
För att genomföra sin verksamhet samarbetade rådet med regeringar i neutrala länder och med utländska flykting- och humanitära organisationer. Av neutrala länder var Schweiz, Sverige och Turkiet särskilt betydelsefulla som baser för räddningsaktioner, liksom Vatikanen för kontakter bakom axelmakternas linjer. Viktiga samarbetsorganisationer för rådet var Intergovernmental Committee on Refugees, FN:s Relief and Rehabilitation Administration (UNRRA) och Internationella Rödakorskommittén.
Organisationen genomförde sin verksamhet under byråkratiskt motstånd från försvars- och utrikesministerierna och hade ont om statliga budgetmedel. Huvuddelen av dess finansiella resurser var insamlade medel från amerikanska judiska organisationer.
I USA upprättades ett flyktingmottagningscentrum i Oswego i delstaten New York för närmare 1.000 judar från Italien som fått immigrationstillstånd vid sidan av de ordinarie immigrationsbestämmelserna. Upprättandet av fler mottagningsläger hindrades av motstånd av presidenten.
Det har uppskattats att War Refugee Board åtminstone har medverkat i att rädda 90.000 människors liv, oräknat vad man åstadkommit genom Raoul Wallenbergs och andras arbete i Budapest. Åtminstone 10.00 personer skyddades genom att finansiera motståndsrörelser i ockuperade områden, 48.000 invånare i Transnistrien kunde evakueras till säkra områden i Rumänien Vidare medverkade man i evakueringen av 15.000 judar och 20.000 icke-judar från nazistockuperade områden.

## War Refugee Board och Sverige
Sommaren 1944 önskade War Refugee Board sända en person från det neutrala Sverige till Ungern för att organisera räddningsaktioner för de ungerska judar som hotades av Förintelsen, efter det att Tyskland i mars 1944 ockuperat Ungern. Resultatet blev att svenska utrikesdepartementet i juli 1944 sände Raoul Wallenberg till Budapest som legationssekreterare och humanitär attaché, försedd med finansiella medel från War Refugee Board. Raoul Wallenberg byggde upp en ordentlig organisation för detta inom den svenska legationens ram och kunde kraftigt expandera legationens hjälpverksamhet. Denna förgick fram till dess Röda armén befriat Budapest i januari 1945.